# Meteorologiåret 1935

## Händelser

### Februari
- 11 februari – I Ifrane, Marocko uppmäts temperaturen −24 °C (−11 °F) vilket blir Afrikas lägst uppmätta temperatur någonsin [1].
- 28 februari – I Luhansk i Ukrainska SSR, Sovjetunionen uppmäts temperaturen −41.9 °C (−43.4 °F) vilket blir Ukrainas lägst uppmätta temperatur någonsin [2].

### Mars
- 3-5 mars - En isstorm härjar i Minnesota, USA och drabbar Duluthområdet [3].

### Maj
- 1 maj - En ovanligt sen snö-, is- och slaskstorm härjar i östcentrala Minnesota, USA [3].

### Juni
- Juni – Sverige upplever en mycket varm midsommar, med + 35°C i Sveg som svenskt värmerekrod för midsommar [4].
- 4 juni – 1,5 inch snö faller över Mizpah i Minnesota, USA vilket blir rekordsent för säsongen i delstaten [5].

### Juli
- 26 juli - Yangtsefloden i Kina svämmar över.

### Augusti
- 18 augusti – Med temperaturen + 39,4 °C i Nepisguit Falls och Woodstock noteras nytt värmerekord för New Brunswick, Kanada [6].

### September
- September - Den tropiska cyklonen Labour Day Hurricane drabbar framförallt sydligaste Florida i USA.

### Okänt datum
- Hans Theodor Hesselberg väljs till ordförande för IMO [7].
- Sola i Norge börjar mäta dygnsmedeltemperatur [8].

## Födda
- 5 juli – Lennart Bengtsson, svensk meteorolog.
- 1 november – John Pohlman, svensk meteorolog

## Avlidna
- 24 februari – Axel Wallén, svensk meteorolog.

### Fotnoter
1. ↑  Global Measured Extremes of Temperature and Precipitation. National Climatic Data Center. Läst 21 juni 2007.
2. ↑  ”Погодные рекорды Украины | Новости Украины | СЕГОДНЯ”. Segodnya.ua. http://www.segodnya.ua/news/14068460.html. Läst 20 augusti 2010.
3. 1 2  ”Arkiverade kopian”. Arkiverad från originalet den 22 juni 2010. https://web.archive.org/web/20100622121311/http://climate.umn.edu/pdf/ice_storms_in_minnesota.pdf. Läst 15 februari 2011.
4. ↑  SMHI
5. ↑  ”Arkiverade kopian”. Arkiverad från originalet den 26 juli 2010. https://web.archive.org/web/20100726102347/http://www.climate.umn.edu/pdf/day_in_weather_history/june_wx_history.pdf. Läst 16 februari 2011.
6. ↑  ”Dan, Dan the Weatherman's Canadian Weather Trivia Page”. Arkiverad från originalet den 9 september 2013. https://web.archive.org/web/20130909001246/http://www.dandantheweatherman.com/cantriv.html. Läst 7 mars 2011.
7. ↑  MET Arkiverad 21 juni 2011 hämtat från the Wayback Machine.
8. ↑  MET